# Travis Stever
Travis Stever, detto "Trav" o "The Bone" (1978), è un chitarrista statunitense, membro della band alternative metal Coheed and Cambria.

## Biografia

### Shabutie
Travis formò il gruppo dei Shabutie nel 1995 assieme al cantante/chitarrista Claudio Sanchez, al bassista Jon Carleo e al batterista Nate Kelley. Ma la band si sciolse presto e si riformò senza Travis. Fu durante questo periodo che Claudio Sanchez iniziò a suonare come chitarra principale della band. Dopo l'arrivo del nuovo bassista Michael Todd nel 1999, Travis si aggregò nuovamente alla band come lead guitar.

### Coheed and Cambria
Dopo le sperimentazioni con diverse sonorità, la band adottò il genere del progressive rock e cambiò il nome in Coheed and Cambria, nomi presi dai protagonisti della saga fantascientifica scritta da Claudio Sanchez e le cui vicende sono al centro delle canzoni della band. Travis suona come lead guitar, canta e si alterna con Sanchez negli assoli di chitarra.

### Progetti paralleli
Travis è la chitarra principale e il corista di un progetto chiamato Fire Deuce, una metal band in stile anni ottanta che ha pubblicato nel 2005 "Children of the Deuce". Il suo modo energetico ed eccentrico di suonare la chitarra gli ha avvalso anche i soprannomi di "The English Panther", "Bone Beaver" e "Hype Priest." The English Panther è anche il nome del suo secondo progetto parallelo. Nel gennaio del 2007 i brani di quest'ultimo progetto sono stati pubblicati su iTunes.

## Strumenti
Oltre alla chitarra, Travis suona altri strumenti come il lap steel, il banjo, il mandolino e il dobro. Questi strumenti sono stati anche utilizzati in alcuni pezzi degli album dei Coheed. Nella canzone "Devil's Handshake" dei Counterfeit Disaster, Travis ha suonato il lap steel e la chitarra.
Ha anche contribuito, nell'album My Brother's Blood Machine dei The Prize Fighter Inferno, suonando il lap steel nella canzone "Wayne Andrews, The Old Beekeeper."